# Уайт, Райан
Райан Уэйн Уайт (англ. Ryan Wayne White; 6 декабря 1971, Кокомо, Индиана, США — 8 апреля 1990, Индианаполис, Индиана, США) — американский подросток, ставший национальным символом в борьбе против ВИЧ/СПИД и связанных с ним предрассудков в Соединённых Штатах Америки.
Уайт с рождения страдал от гемофилии и получал специальный препарат на основе донорской крови, через который и был инфицирован. Заболевание диагностировали в декабре 1984 года. Несмотря на заявления докторов об отсутствии риска для учеников школы, в которой учился Райан, многие родители и учителя в Кокомо сплотились против его присутствия в учебном заведении. Длинная юридическая битва со школьной системой и освещение данного конфликта в СМИ сделали подростка знаменитостью и символом борьбы против СПИДа. До своей смерти в 1990 году Райан принимал активное участие в различных акциях и мероприятиях, встречался со многими публичными фигурами и оказал огромное влияние на восприятие общественностью проблемы ВИЧ.
Именем Райана Уайта названа федеральная программа США по оказанию помощи малоимущим ВИЧ-инфицированным, принятая вскоре после его смерти и действующая до сих пор.

## Раннее детство. Инфицирование
Райан Уайт родился в мемориальном госпитале Святого Иосифа в Кокомо, штат Индиана в семье Джинни Элейн Хейл (Jeanne Elaine Hale) и Хьюберта Уэйна Уайта (Hubert Wayne White) 6 декабря 1971 года. Когда ему исполнилось три дня, врачи диагностировали гемофилию, наследственное заболевание свёртываемости крови. Для лечения он еженедельно получал препарат «Фактор VIII» — продукт, полученный из плазмы крови доноров.
В декабре 1984 года Уайт заболел пневмонией. 17 декабря, после проведения биопсии лёгкого, ему был поставлен диагноз СПИД. По-видимому, Райан получил вирус иммунодефицита через препарат «Фактор VIII», изготовленный из инфицированной крови. Но когда именно произошло заражение, неизвестно и по сей день. В то время научная общественность знала крайне мало о СПИДе: только то, что он является следствием ВИЧ, именовавшемся тогда (до 1986 года) HTLV-III. Из-за недавнего открытия вируса иммунодефицита человека процедур проверки доноров почти не существовало, многие не знали о своей болезни и способах её передачи, поэтому 90 % людей, получавших данный препарат в промежутке между 1979 и 1984 годами, стали ВИЧ-инфицированными. На момент диагностирования заболевания количество Т-клеток у Райана снизилось до 25. У здоровых людей их число колеблется в районе 1200. Врачи давали Уайту лишь 6 месяцев жизни.
После диагностирования Райан был слишком болен, чтобы возвращаться в школу, но в начале 1985 года начал чувствовать себя лучше. Однако, когда Джинни спросила, может ли её сын вернуться в учебное заведение, администрация школы дала отрицательный ответ. Отклонение 30 июня 1985 года руководителем школьного округа Джеймсом O. Смитом официального заявления о повторном принятии в школу положило начало восьмимесячным юридическим разбирательствам.

## Конфликт со школой
Пути распространения ВИЧ-инфекции не были полностью поняты в 1980-х годах. В 1983 г. Американская медицинская ассоциация утверждала, что «при бытовом контакте может произойти передача ВИЧ, и болезнь может легко распространиться». Хотя ученые знали, что ВИЧ передаётся через кровь и не передаётся через случайные контакты, а случаи заражения СПИДом детей были всё ещё редки (на момент исключения Уайта из школы, Центр по контролю заболеваний знал лишь о 148 случаях данного заболевания у детей в США), многие семьи считали присутствие Уайта в школе неприемлемым риском.
Школа столкнулась с огромным давлением со стороны многих родителей и преподавателей, что и привело к исключению Райана после того, как его диагноз стал широко известен. 50 учителей и 117 родителей (при 360 учащихся) подписали петицию о запрете Уайту посещать школу. Райан и его мать обжаловали решение администрации школы в суде. Тем временем, Райан занимался дистанционно, посредством телефона и компьютера. На слушании дела комиссия постановила, что запрет на посещение школы не обоснован. Школа подала апелляцию в Совет по образованию штата Индиана, который чуть позже затребовал заключение о состоянии здоровья Уайта от доктора Алана Адлера. В нём значилось, что Райан может посещать школу и опасности для других учеников не представляет.
21 февраля, когда Уайт явился на занятия, дома остался 151 учащийся. В тот же день группа родителей подала иск в Хауардский окружной суд, судья которого тут же постановил, что разрешение посещать школу противоречит закону штата Индиана от 1949 года об инфекционных заболеваниях.
Между тем, государственный уполномоченный по здравоохранению штата Индиана доктор Вудро Майерс, имевший богатый опыт лечения больных СПИДом в Сан-Франциско, и Центр по контролю заболеваний уведомили, что Уайт не создаёт опасность для других студентов, но школьный совет, как и многие родители, игнорировал эти заявления. В феврале 1986 года в «Медицинском журнале Новой Англии» были опубликованы результаты исследования, проводившегося на 101 человеке, которые провели три месяца в тесном, но не половом контакте с ВИЧ-инфицированными людьми. Исследование показало, что риск заражения стремится к нулю даже при контакте через общие зубные щетки, бритвы, одежду, расчески и посуду.
Многие полагали, что инициатором борьбы с администрацией школы была мать Уайта, однако это не соответствовало действительности. Райан сам принимал решения по всем вопросам, и позже Джинни говорила, что решение вернуться в школу также всецело исходило от её сына: «Лично я давно бы всё бросила. Для меня и для всей семьи это было бы большим облегчением. Но — хотите верьте, хотите нет, Райан всегда по-настоящему любил школу. Он хочет вернуться, а я хочу того, чего хочет он.»
Наконец, 10 апреля Клинтонский окружной суд в городе Франкфорт отменил решение, запрещавшее Уайту посещать школу. В тот же день двадцать два учащихся перешло в другое учебное заведение, а пару недель спустя некоторые родители открыли свою собственную, «альтернативную», школу, «Russiaville Home Study School». Уайт посещал школу на протяжении всего 1986-87 учебного года, но был глубоко несчастен и имел мало друзей. Школа требовала, чтобы он ел из одноразовой посуды, пользовался отдельной уборной и не посещал занятия по физкультуре. Райан подрабатывал разносчиком газет, и многие люди на его маршруте аннулировали подписки, опасаясь, что ВИЧ может передаться через бумагу. Появились угрозы насилия. Из-за распространённого в те годы стереотипа о ВИЧ как «болезни геев» Райан столкнулся и с гомофобными нападками. По словам матери Уайта, люди на улице часто кричали: «Мы знаем, что ты гомик!». Редакторы и издатели газеты «Кokomo Tribune», которая поддержала Уайта, были также названы гомосексуалами и находились под угрозой физической расправы. И когда пуля, выпущенная неизвестным, угодила в окно гостиной Уайтов, семья решила оставить Кокомо.
После окончания учебного года Уайты переезжают в городок Сисеро штата Индиана, где Райан поступает в местную школу «Hamilton Heights High». За некоторое время до переезда группа добровольцев начинает там просветительскую работу, рассказывая о способах передачи ВИЧ-инфекции. 31 августа 1987 года нового ученика встретил директор школы Тони Кук, руководитель местной системы образования Боб Карнал и несколько студентов, которые не боялись пожать Райану руку. Осенью в Сисеро прошёл День Райана Уайта, во время которого губернатор Роберт Орр вручил Райану и его матери награды за мужество в деле распространения знаний о проблеме СПИДа. Позже Райан скажет о переезде: «Впервые за три года мы почувствовали, что у нас есть дом, школа, которая меня поддерживает, и много друзей. Я счастлив. Я снова стал нормальным подростком. И все это — благодаря тому, что ученики нашей школы прислушались к фактам, рассказали о них своим родителям и отнеслись ко мне по-дружески».

## Национальный представитель
Огласка ситуации поставила Уайта в центр внимания прессы на фоне нарастающего количества статей о СПИДе в средствах массовой информации. В период с 1985 по 1987 год количество новостей о данной проблеме в американских СМИ удвоилось.
В это время Райан часто выступает на телевидении, даёт интервью для газет, рассказывает о своём заболевании. Он стал символом борьбы с пандемией СПИДа, участвовал в сборе средств и просветительских кампаниях. Уайт часто был гостем ток-шоу Фила Донахью. Многие знаменитости появлялись вместе с Уайтом, чтобы помочь улучшить отношение общества к ВИЧ-инфицированным. Певцы Джон Мелленкамп, Элтон Джон и Майкл Джексон, актёры Мэтт Фрюэр, Элизабет Тейлор, Брук Шилдс и Алисса Милано, спортсмены Грег Луганис и Карим Абдул-Джаббар, баскетбольный тренер Бобби Найт, известный врач Эверетт Куп, президент Рональд Рейган и Первая Леди Нэнси Рейган — все они встречались с Райаном. Элтон Джон стал другом Уайтов: он звонил, писал и посещал Райана не реже раза в месяц. Певец помог семье купить дом в Сисеро, дав 16 500 долларов, чтобы оплатить первый взнос. Когда деньги были возвращены, Элтон оплатил ими учёбу сестры Райана в колледже. Майкл Джексон подарил Уайту красный кабриолет «Mustang». Грег Луганис пригласил мальчика на чемпионат страны по прыжкам с трамплина и отдал ему завоеванную там золотую медаль. Райан также был другом для многих детей, больных СПИДом и другими тяжёлыми заболеваниями. Но несмотря на известность и подарки от знаменитостей, Уайт заявлял, что не любит быть в центре внимания общественности, и подчёркивал, что был бы готов в любой момент обменять всю свою славу на свободу от заболевания.
В 1988 году Уайт выступил перед Комиссией по проблеме СПИДа при президенте Рейгане. Он рассказал о дискриминации, с которой столкнулся, когда впервые попытался вернуться в школу, и как люди, хорошо осведомлённые о данной болезни, тепло приветствовали его в городе Сисеро. Райан подчеркнул, опираясь на свой собственный опыт, важность просвещения общественности по проблеме ВИЧ/СПИДа.

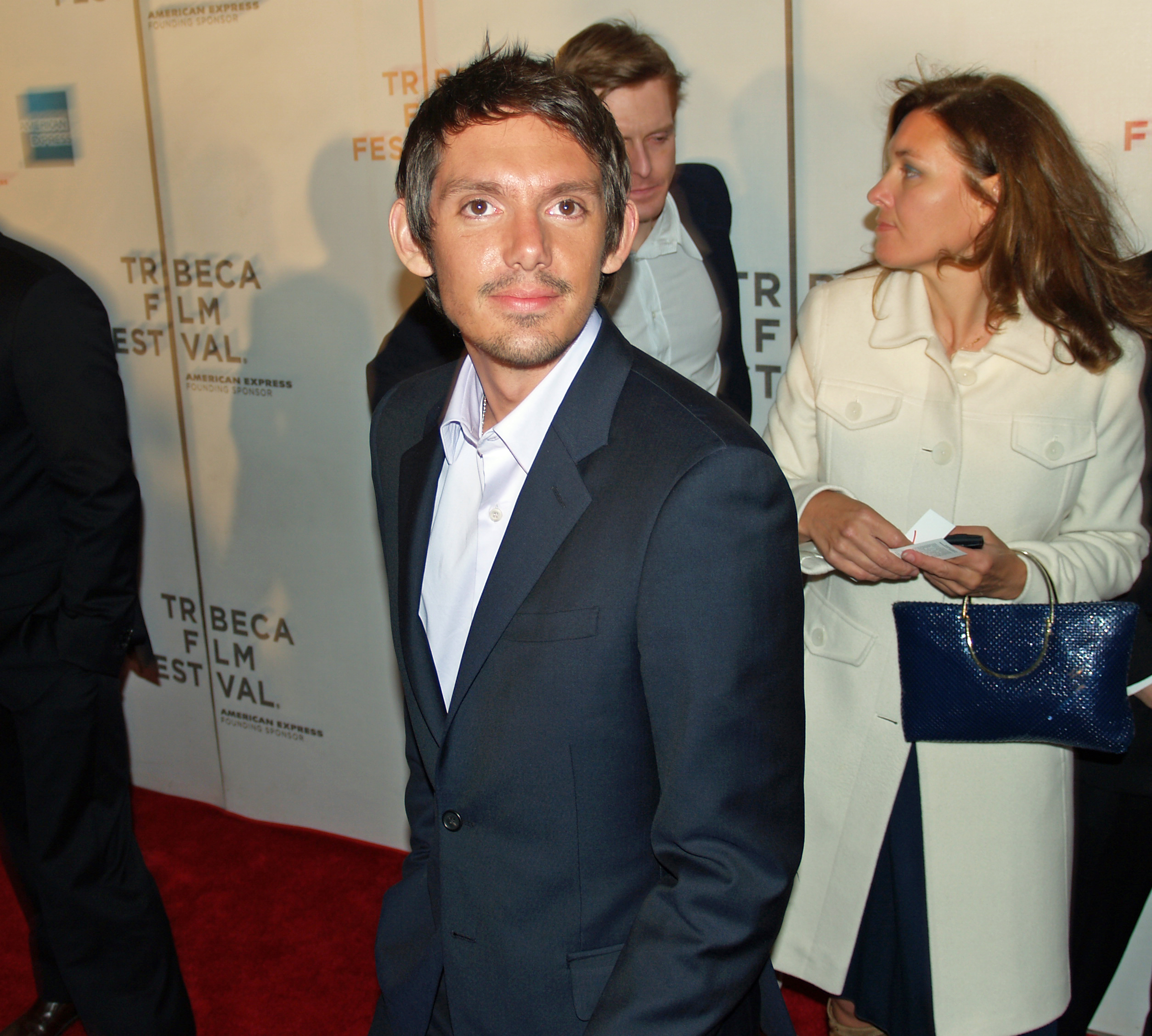
Исполнитель роли Райана в фильме 1989 года Лукас Хаас (2007)

В 1989 году на канале ABC вышел телевизионный фильм «История Райана Уайта» (The Ryan White Story), заглавную роль в котором исполнил Лукас Хаас. Джудит Лайт сыграла мать Райана, а Никки Кокс — его сестру Андреа. Также в картине появились Сара Джессика Паркер (в роли медсестры), Джордж Зундза (в роли врача) и Джордж Скотт (в роли адвоката). Сам Уайт сыграл в этой ленте небольшую роль, изобразив другого мальчика по имени Чад, страдающего от ВИЧ, который подружился с главным героем. Фильм посмотрели около 15 миллионов зрителей. Некоторые жители Кокомо решили, что на экране их город несправедливо предстаёт в негативном свете. После премьеры пресс-служба бывшего мэра Роберта Ф. Сарджента была наводнена жалобами и негодующими письмами, приходившими со всей страны, хотя в то время он уже не занимал пост главы города.
В начале 1990 года здоровье Уайта резко ухудшается. Тем не менее, 26 марта, на встрече с экс-президентом США Рональдом Рейганом и его супругой Нэнси в Лос-Анджелесе, Райан говорил о предстоящем выпускном вечере и своих надеждах на поступление в колледж. Вечером того же дня, во время выступления в качестве гостя на церемонии вручения премии «Оскар», Уайт почувствовал себя совсем плохо и был вынужден уйти до её завершения.

## Смерть
29 марта 1990 года, за несколько месяцев до окончания школы, Уайт поступил в детскую больницу Рейли в Индианаполисе с респираторной инфекцией. Когда его состояние ухудшилось, он был подключён к аппарату искусственной вентиляции лёгких и ему вводили седативные препараты. В больнице присутствовал Элтон Джон, а телефон госпиталя не справлялся со звонками от доброжелателей. В числе прочих, о самочувствии Уайта справлялись вице-президент Дэн Куэйл и сенатор Эдвард Кеннеди. Когда Райан уже был без сознания, его впервые за последние 11 лет навестил отец (Хьюберт и Джинни расстались, когда сыну было семь, отец не поддерживал отношений с семьёй, хотя по-прежнему жил в Кокомо). Райан Уайт умер в 7 часов 11 минут утра 8 апреля 1990 года в возрасте 18 лет. Хотя в 1984 году врачи давали Райану не больше 6 месяцев жизни, он прожил более 5 лет. Находившийся в тот день в больничной палате пастор Реймонд Пробаско сказал: «Этот хрупкий мальчик показал нам настоящее величие духа».
Более 1500 человек присутствовали 11 апреля на похоронах Райана и прощании, состоявшемся в Пресвитерианской церкви на Меридиан-стрит в Индианаполисе. Гроб Уайта несли и такие известные личности, как футболист Хауи Лонг, журналист Фил Донахью и певец Элтон Джон, который исполнил песню «Skyline Pigeon». На похоронах присутствовали также музыкант Майкл Джексон и первая леди Барбара Буш. В этот день на территории штата Индиана были приспущены государственные флаги.
«Мы обязаны Райану тем, что страх и невежество, которые изгнали его из дома и из школы, будут уходить. Мы обязаны Райану тем, что открыли наши сердца и разум навстречу больным СПИДом. Мы обязаны Райану сочувствием и терпимостью к больным, их друзьям и семьям. Страшна сама болезнь, а не люди, которые от неё страдают. Он учил нас тому, как надо жить и умирать»
В день похорон экс-президент Рейган, которого много критиковали за то, что он практически не говорил о СПИДе в своих речах до 1987 года (лишь на пресс-конференции в 1985 он сказал пару слов об этой проблеме), отдал дань уважения Уайту в заявлении, опубликованном «Washington Post».
Речь Рейгана и похороны Уайта были восприняты как символ того, как много Райан сделал, чтобы изменить восприятие СПИДа.
Райан Уайт был похоронен в Сисеро неподалёку от дома матери. В течение года после его смерти могила четыре раза становилась мишенью вандалов. По прошествии времени она стала святыней для почитателей Райана.

## Наследие
Уайт был одним из наиболее известных ВИЧ-инфицированных людей конца 80-х. Наряду с актёром Роком Хадсоном он стал одним из самых ранних публичных представителей больных ВИЧ. Вместе с более поздними общественными фигурами, которые были связаны с проблемой, такими как братья Рэй, Мэджик Джонсон, Кимберли Бергалис и Фредди Меркьюри, Уайт помог увеличить осведомленность общественности о серьёзности этой эпидемии.
Многочисленные благотворительные организации сформировались после смерти Уайта. Танцевальный марафон Университета Индианы, который проводится с 1991 года, за первые 18 лет существования собрал более 5 миллионов долларов для детской больницы Рейли. Смерть Уайта подтолкнула Элтона Джона к созданию собственного фонда по борьбе со СПИДом. Также он пожертвовал доходы от одной из своих песен больнице Рейли. Джинни Хейл создала благотворительный фонд имени Райана Уайта, который существовал с 1992 по 2000-й год. Ежегодные пожертвования достигали 300 000 долларов. В 1992 году она издала книгу «Ryan White: My Own Story» (рус. Райан Уайт: Моя история), которую её сын написал ещё при жизни. В дальнейшем мать Райана продолжила просветительскую деятельность через интернет-сайт.
Памяти Райана Уайта посвящены песни «The Last Song» («Последняя песня») Элтона Джона, «Gone Too Soon» («Ушёл слишком рано») Майкла Джексона и «Here in My Heart» («Здесь в моём сердце») певицы Тиффани.
В начале 1980-х СПИД игнорировался обществом и считался «проблемой геев» или даже «карой за гомосексуальность», потому что среди первых выявленных заболевших были представители секс-меньшинств. Диагноз Уайта продемонстрировал многим, что с этой проблемой может столкнуться каждый. Райан позиционировался некоторыми гомофобами как «невинная жертва» эпидемии СПИДа, но он и его семья всегда выступали против этого термина, так как он использовался дабы подчеркнуть, что ВИЧ-инфицированные гомосексуалы якобы «заслужили» свою болезнь и виновны в её распространении. В интервью «Нью-Йорк Таймс» мать Уайта процитировала слова Райана: «Я точно такой же, как все остальные со СПИДом, независимо от того, как я заразился». Джинни подчеркнула, что её сын не прожил бы так долго без поддержки гей-сообщества.

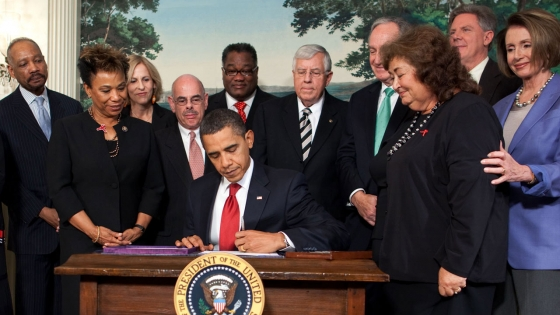
Барак Обама подписывает «Закон Райана Уайта» (2009)

В августе 1990 года, спустя четыре месяца после смерти Уайта, Конгресс принял «Чрезвычайный закон о помощи больным ВИЧ/СПИДом им. Райана Уайта» («Ryan White CARE Act»), часто называемый просто «Законом Райана Уайта», который призван предоставить доступ к медицинской помощи тем ВИЧ-инфицированным, кого не охватывают другие источники финансирования или чья страховка не позволяет оплатить эту помощь. Срок действия закона продлевался в 1996, 2000, 2006 и 2009 годах. Во время процедуры продления в 2009 году Барак Обама заявил также о планах отменить запрет на поездки и иммиграцию в США больных ВИЧ, введённый 22 года назад. По его словам, это ограничение «базировалось, скорее, на страхе, нежели на реальных данных». В 2013 году срок действия закона истёк, однако Конгресс продолжает выделять средства на учреждённую этим законом программу помощи ВИЧ-инфицированным. Она поддерживает приблизительно 500 000 человек в год, в 2004 году в рамках программы были предоставлены средства 2567 организациям. В сентябре 2006 года фонд этой федеральной программы составил более 2,1 млрд долларов США.
Райан Уайт занял двадцать четвёртое место в списке самых влиятельных людей за последние 25 лет XX века по версии «USA Today», а также наряду с Анной Франк и Руби Бриджес был представлен на выставке «Сила детей: Вклад» в Детском музее Индианаполиса. В интервью 1993 года активист по проблеме СПИДа Ларри Крамер сказал: «Я думаю, маленький Райан Уайт, вероятно, сделал больше, чтобы изменить представление об этой болезни, чем кто-либо другой».